# Jocul lugubru
Jocul lugubru (sau Jocul jalnic) este o lucrare în parte pictură în ulei și în parte colaj pe carton creată de pictorul suprarealist spaniolSalvador Dalí în 1929. Numele tabloului a fost dat de poetul Paul Éluard.

## Istoric
În 1929, mai mulți suprarealiști, printre care Paul Éluard și soția sa, Gala, l-au vizitat pe Dalí la casa sa din Spania. După ce au văzut pictura în stil suprarealist, au fost intrigați de aceasta, ceea ce l-a determinat pe Dalí să devină membru oficial al mișcării.
Tabloul a fost subiectul unei analize realizate de Georges Bataille pentru Documente nr. 7.